# Erythroxylum echinodendron
Erythroxylum echinodendron é uma espécie de plantas extinta na natureza da família Erythroxylaceae. Era endémica de Cuba.